# Termo de parceria
Termo de parceria é o instrumento jurídico para que se celebre o vínculo entre o Poder Público e as Organizações da Sociedade Civil de Interesse Público (OSCIP). Deverão estar previstos nele os direitos e as obrigações dos pactuantes, tais como objeto do ajuste, metas, prazos, critérios de avaliação, previsão de receitas e despesas, formas de prestação de contas, etc..  Está previsto na Lei federal 9.790, de 23 de fevereiro de 1999.